# قاعة الاستقلال

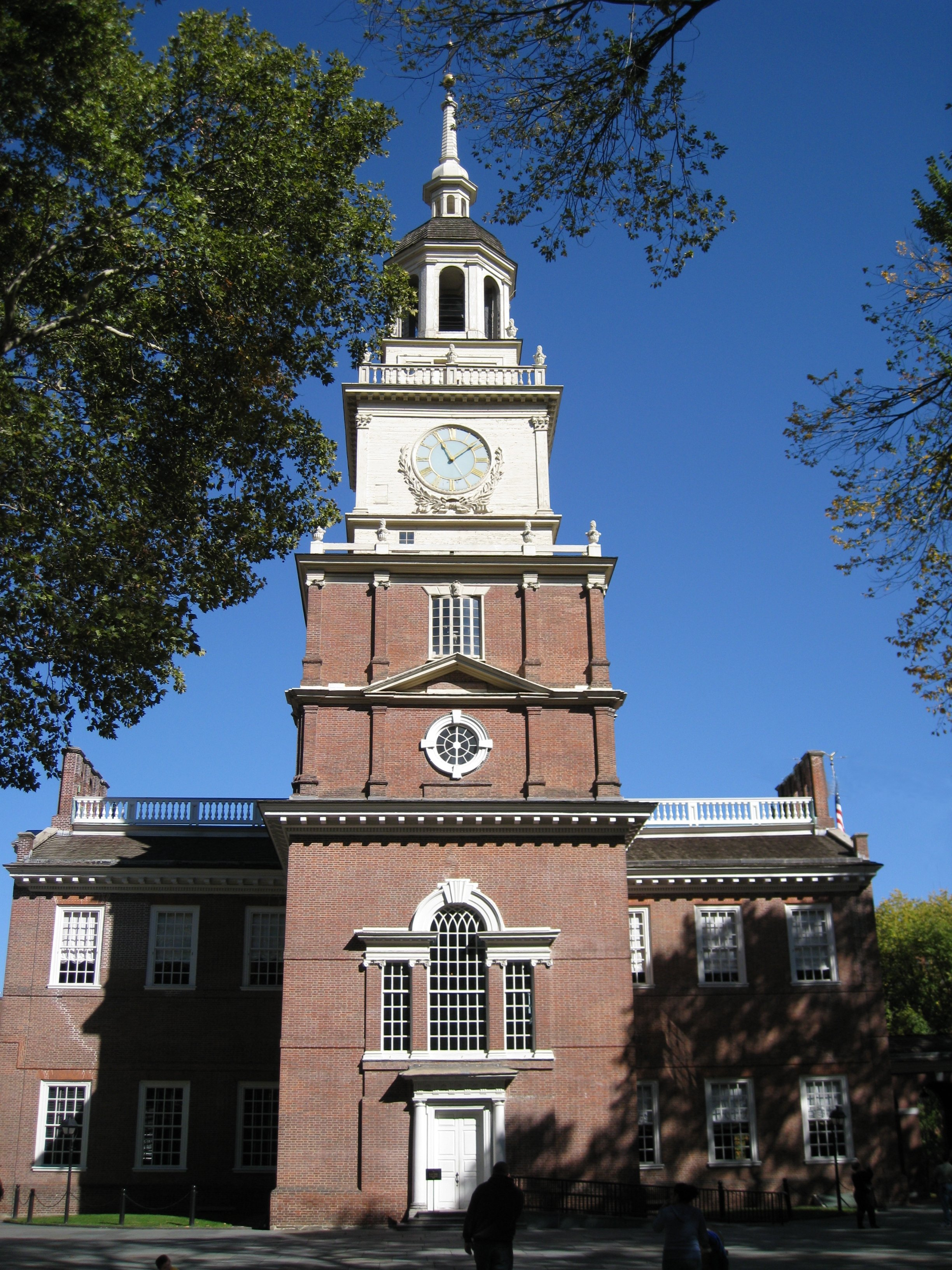
الواجهة الجنوبية لقاعة الاستقلال.

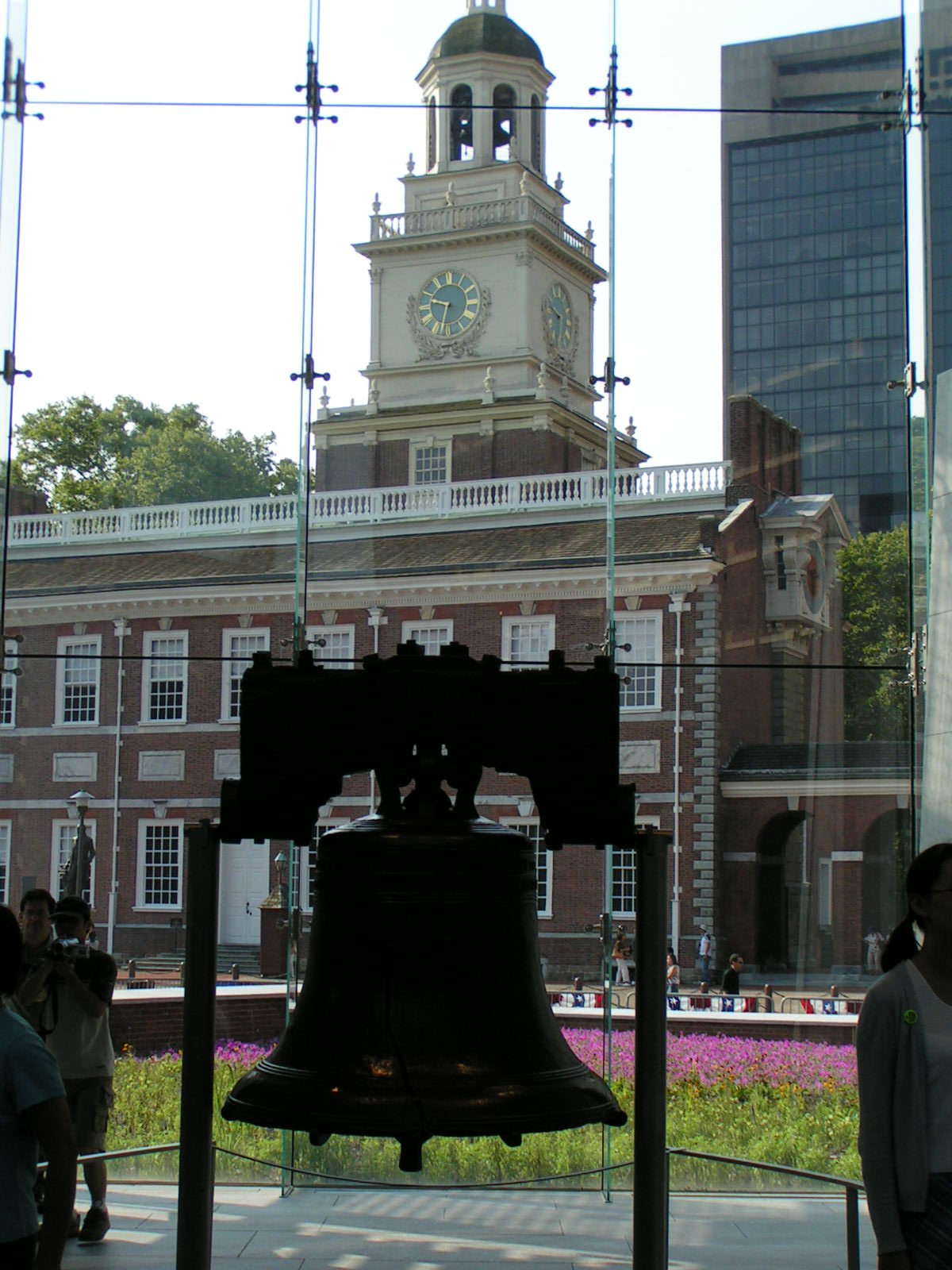

قاعة الاستقلال هو المبنى الرئيسي في حديقة الاستقلال الوطنية التاريخية في فيلادلفيا، بنسلفانيا، الولايات المتحدة. تشتهر هذه القاعة بأنها المكان الذي تم فيه إعلان الاستقلال الأمريكي وتمت مناقشة وإقرار دستور الولايات المتحدة. تم الانتهاء من البناء في عام 1753، وهو يعتبر اليوم أحد مواقع التراث العالمي.

## معرض صور

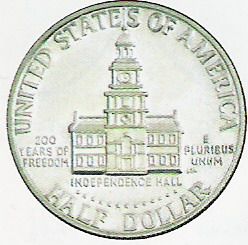
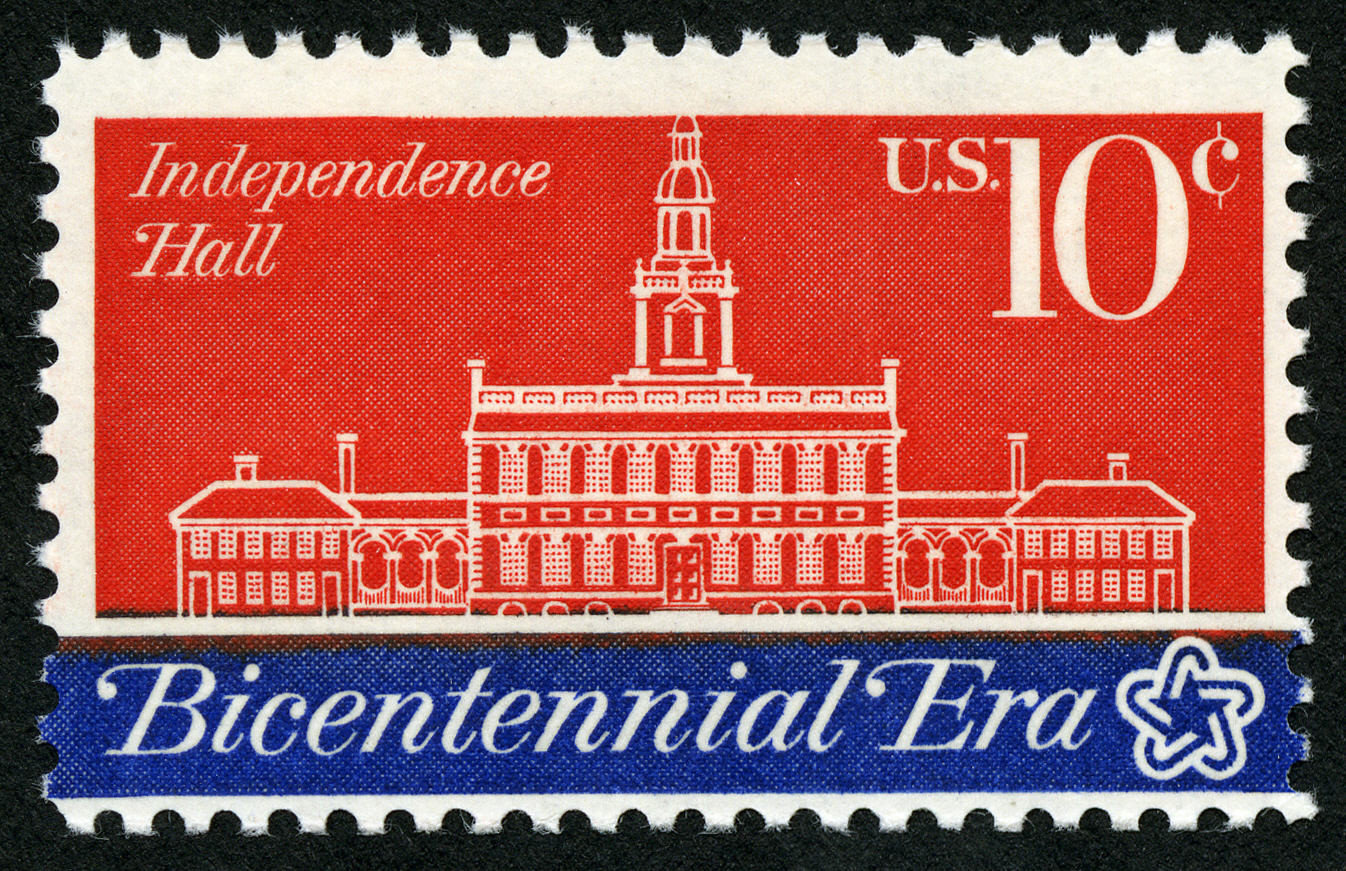
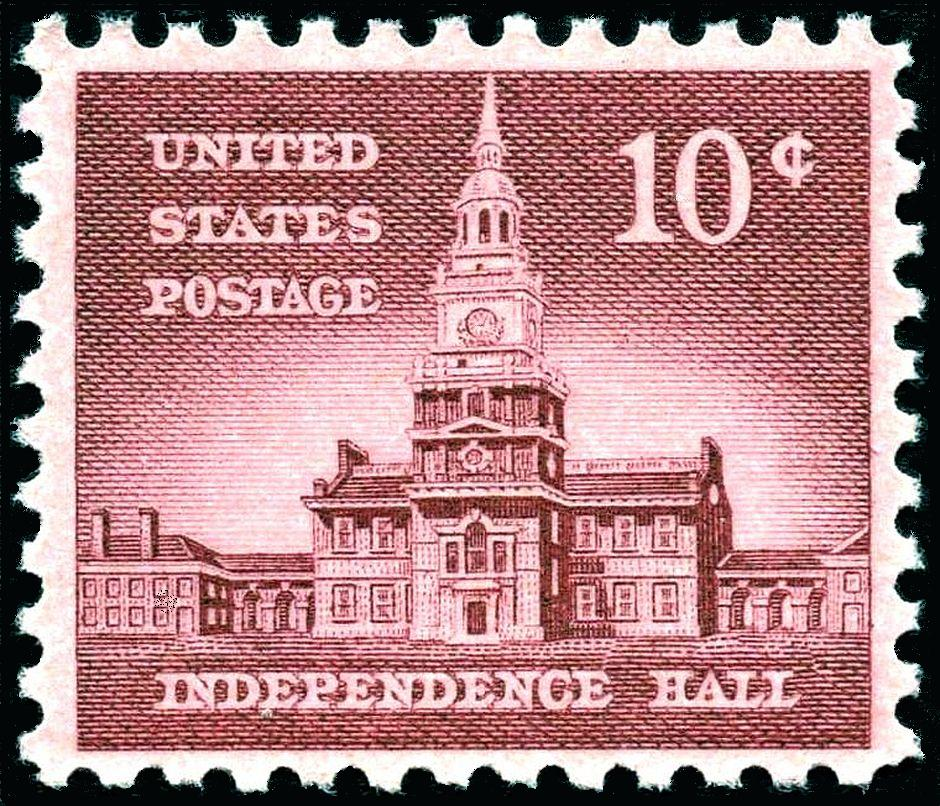
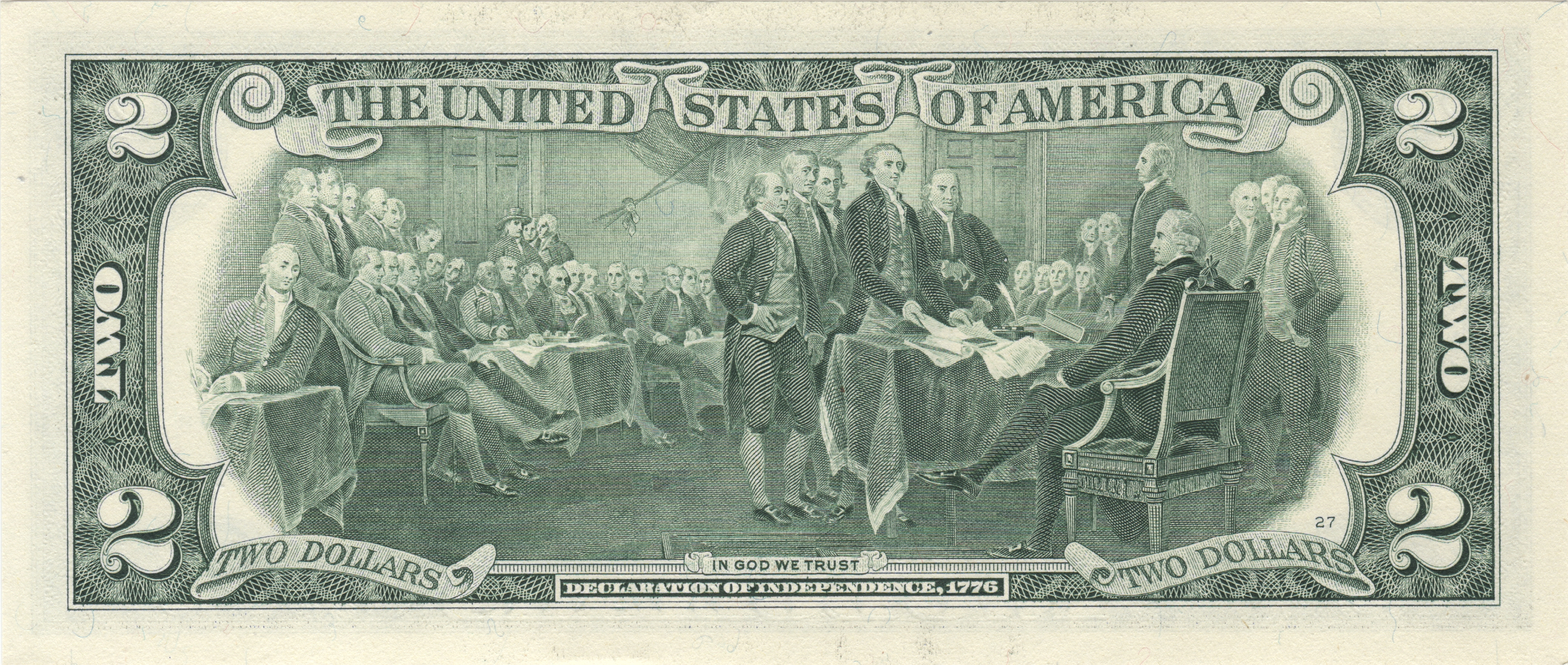
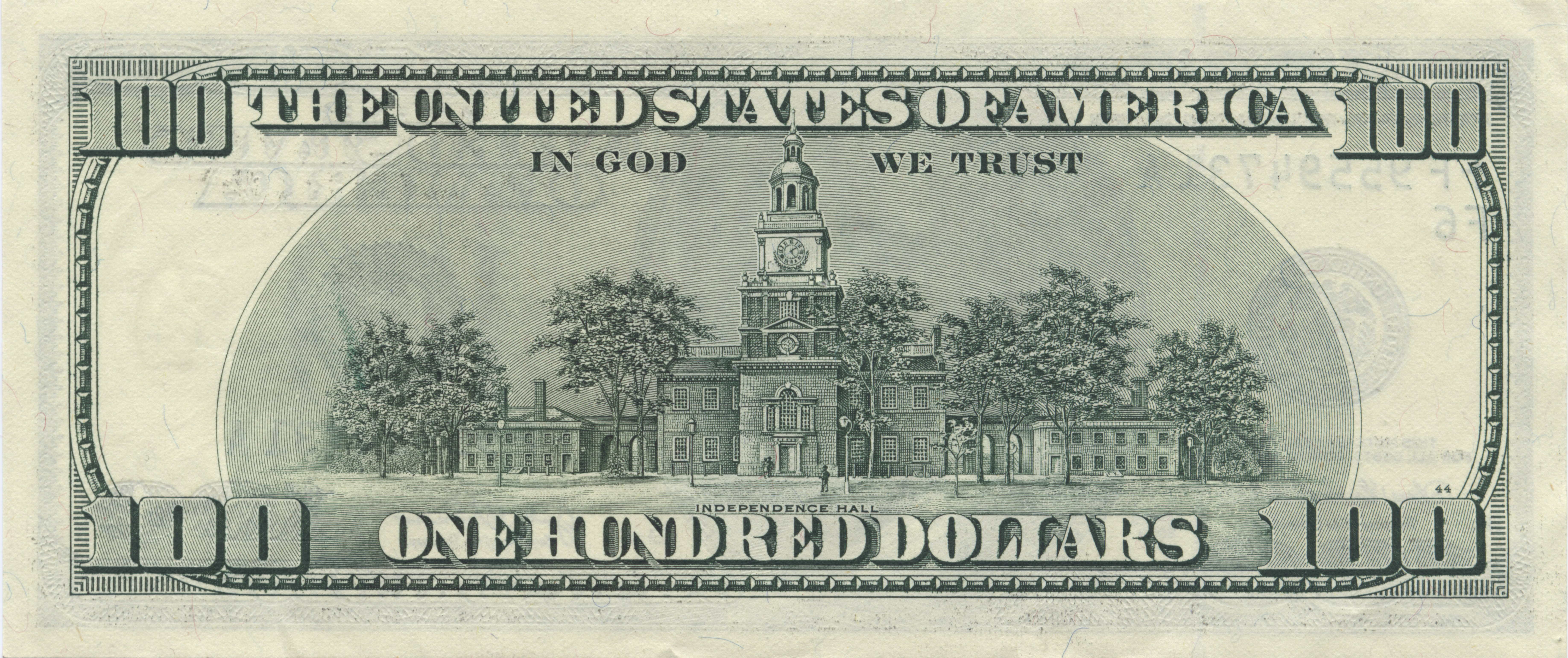